# República d'Hongria (1946–1949)
La Segona República d'Hongria (en hongarès: Magyar Köztársaság) va ser una república parlamentària breument establerta després de la dissolució del Regne d'Hongria el 1946.

## Història

### Formació
Al final de la guerra, Hongria va ser ocupada per l'Exèrcit Roig, que explora l'efímer règim feixista d'Hongria. El Regne d'Hongria segueix sent una forma provisional de govern del país, encara que el pla de Miklós Horthy va deixar d'existir. Zoltán Tildy va esdevenir cap de govern mentre que un alt consell de regència, integrat per representants de diverses tendències polítiques - incloent el Partit Comunista d'Hongria, dirigit per Mátyás Rákosi i Erno Gero - ocupa el Cap d'Estat.

### Eleccions lliures
En l'hivern de 1945 es van celebrar eleccions lliures, guanyades amb una majoria del 57% pel Partit Independent dels Petits Propietaris, formació política que reunia a la burgesia i a la pagesia i a diferència del que esperaven els soviètics, els comunistes aconseguixen només el 17% dels vots. Tot i això, a sol·licitud de les grans potències vencedores, es va formar un govern de coalició quatripartita integrat pels socialdemòcrates, els comunistes i els del partit nacional camperol.
L'1 de febrer de 1946, el Regne d'Hongria va ser abolit oficialment amb la proclamació de la República, Zoltán Tildy es converteix en president i Ferenc Nagy en primer ministre; estant Mátyás Rákosi de viceprimer ministre, el mariscal soviètic Kliment Voroshilov fa pressió per la continuació dels comunistes al govern. El comunista László Rajk es converteix en ministre de l'Interior i configura la policia secreta Államvédelmi Hatóság (AVH).
Els comunistes, que van tornar a Hongria sense un aparell polític real, ràpidament reconstruïren les seves forces i ocuparen un lloc desproporcionat en la vida política hongaresa, gràcies, en particular, al suport soviètic. A diferència d'altres països d'Europa de l'Est, Hongria no es presenta submisa immediatament davant la presa dels comunistes, que prenen el poder progressivament.

### Conversió en República Popular d'Hongria
Fins a 1948 va prevaldre a Hongria una democràcia peculiar i limitada. La sort del país finalment va ser decidida a Moscou. Stalin "va accelerar" el desenvolupament: entre 1947 i 1948, amb la combinació peculiar de mètodes legítims i il·legítims, els comunistes van prendre el poder, establint en 1949 la República Popular d'Hongria dirigida per Mátyás Rákosi.